# Amstelveenseweg (Amsterdam)
Amstelveenseweg este în mod tradițional principala legătură între Amsterdam și Amstelveen. Drumul începe ca o stradă de oraș din Overtoomse Sluis și urmează direcția sud către Haarlemmermeercircuit. De aici până la Stadionplein este un drum cu o bandă mediană largă ce separă cele două sensuri. După Stadionplein, drumul merge mai departe în direcția Amstelveen.
Dincolo de limita orașului cu Amstelveen, la intersecția cu Kalfjeslaan, se află drumul Amsterdamseweg din Amstelveen. În continuarea acestui drum, în punctul în care face o curbă la dreapta, se află Keizer Karelweg. Drumul continuă apoi o mică bucată spre vest, apoi o ia la stânga, în direcția sud până la pasajul peste A9.

## Istoric
Până în 1896 drumul era în întregime pe teritoriul fostei municipalități Nieuwer-Amstel, se îndrepta către satul Amstelveen și avea un caracter rural. 
În 1913, pe colțul format de Amstelveenseweg cu actualul Stadionweg, a fost construit un stadion, care făcea parte dintr-o zonă olimpică vastă proiectată pentru Jocurile Olimpice de vară din 1928; Stadionul Olimpic a fost construit între anii 1926 și 1928 în apropiere. Stadionul din 1913 a fost demolat în 1929, după Jocurile Olimpice, pentru a face loc cartierului Stadionbuurt.
La sud de Ringspoorbaan, în apropiere de Amstelveenseweg, a fost construit în anii 1960 spitalul VU (acum centrul medical VU), iar în diagonală față de acesta a fost construit din 1999 până în 2002 ING House.
Pe dealul De Boelelaan a fost construit în anii 1960 un complex al companiei de furnizare a apei. Aici se află începând din 1965 unul din turnurile de apă din Amsterdam.
În apropiere de marginea orașului, la intersecția cu Kalfjeslaan, se află Biserica Sf. Augustin (St. Augustinuskerk).

## Galerie foto

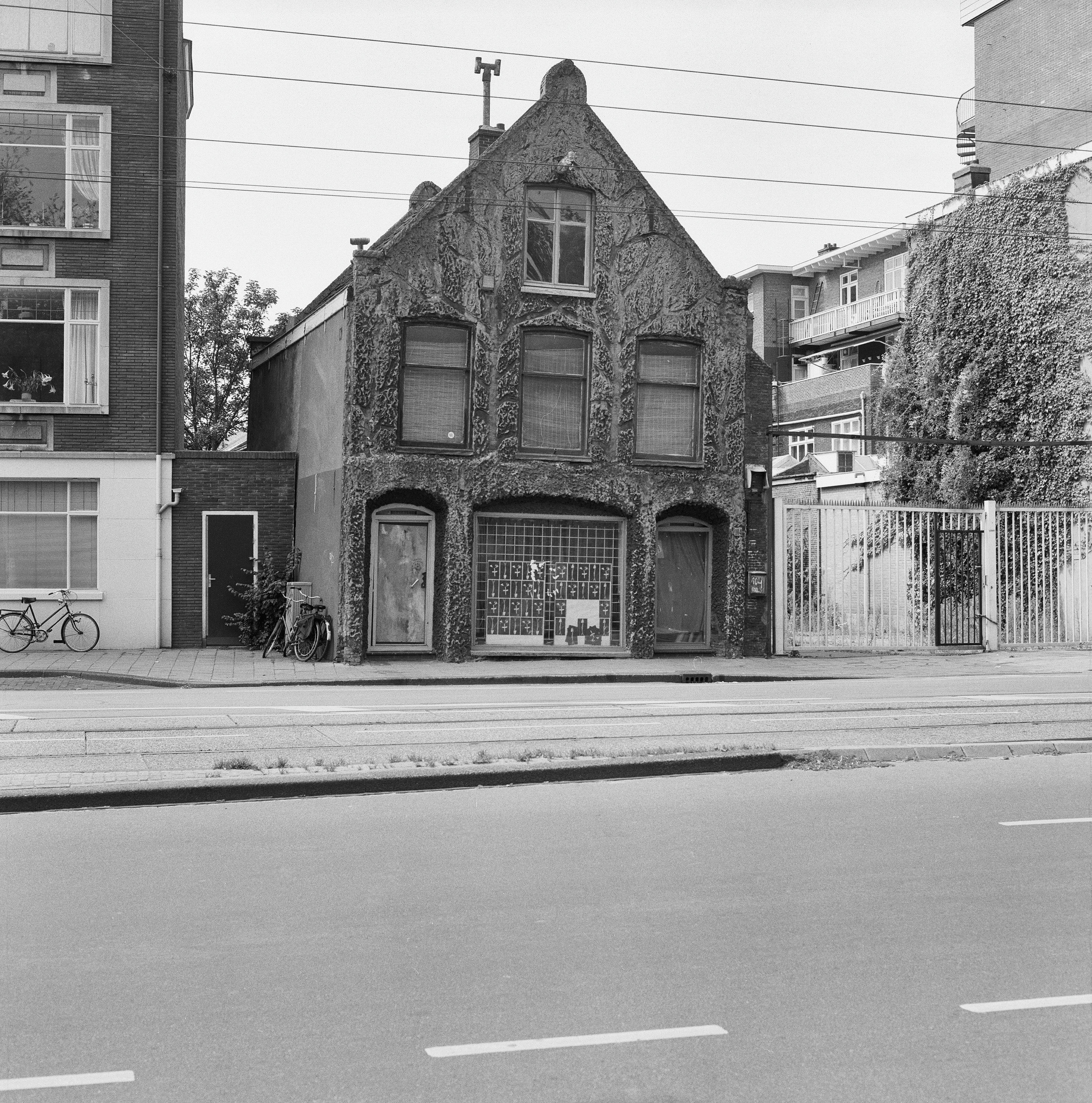
Clădirea Boomschorshuisje vizavi de Vondelpark; 1996.
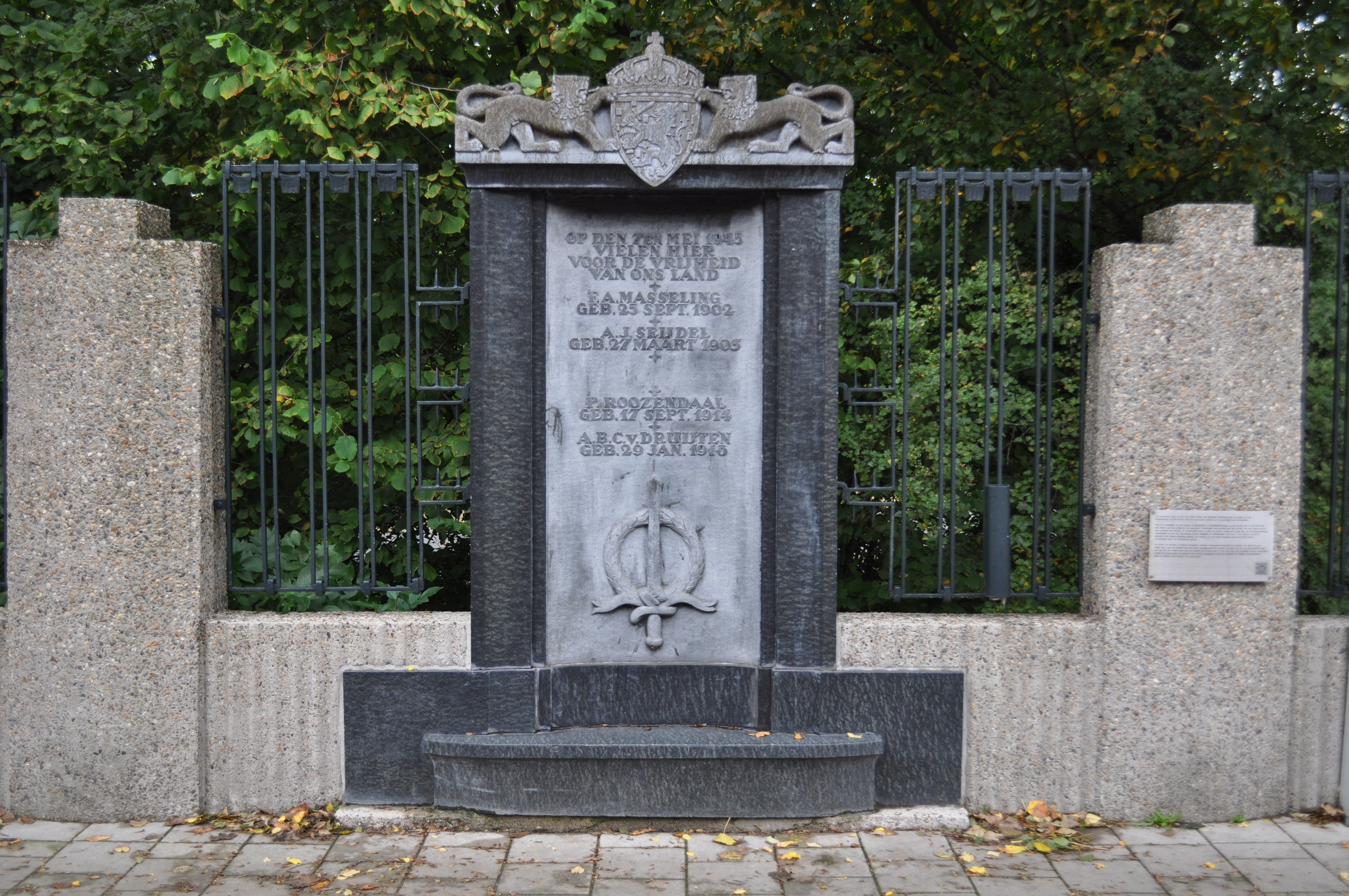
Monumentul victimelor civile din cel de-al Doilea Război Mondial construit în 1946, după planurile lui Ferdinand Jantzen, la intrarea în Vondelpark.
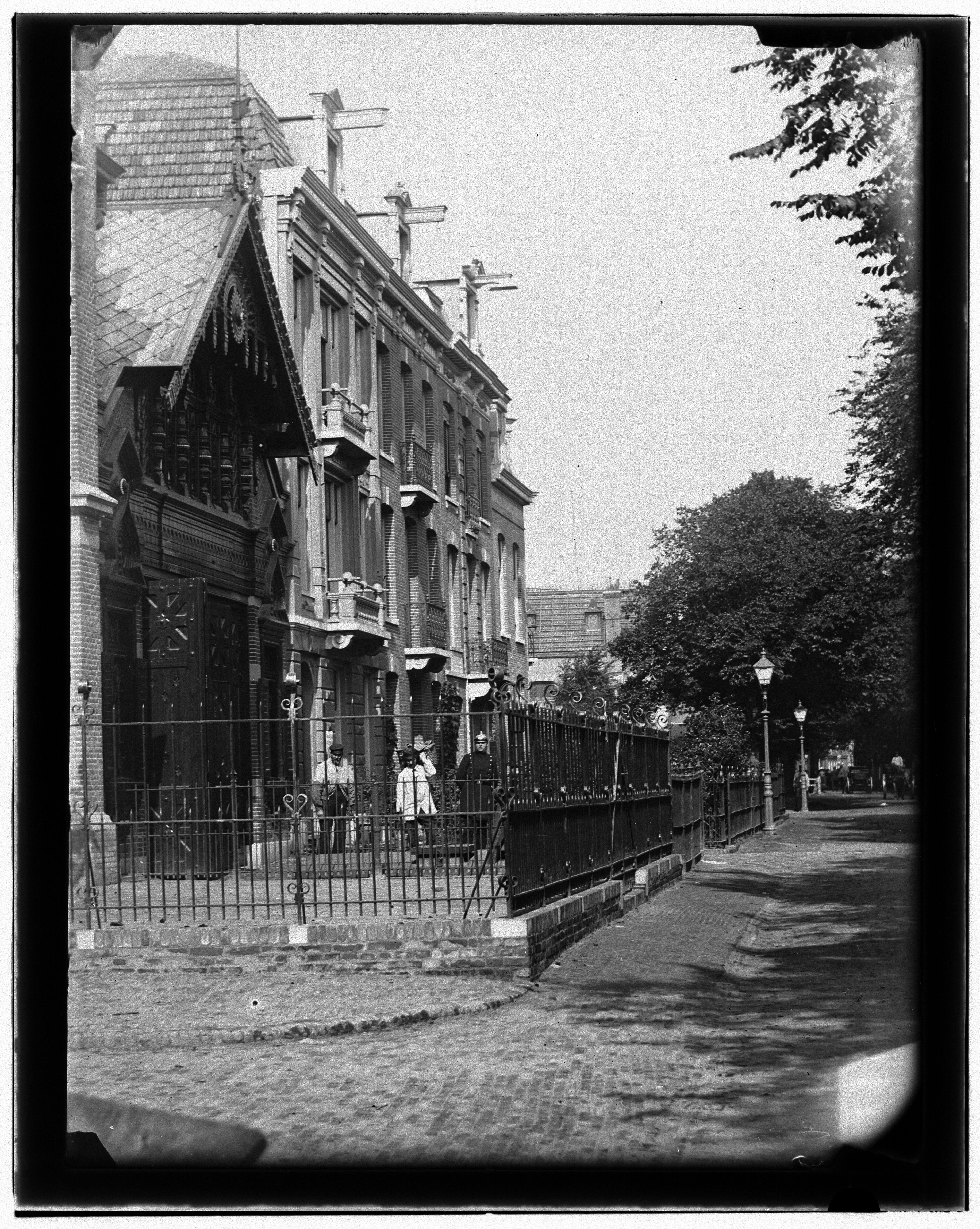
Amstelveenseweg cu clădirea Remizei de tramvaie cu cai; 1890. Foto: Jacob Olie.
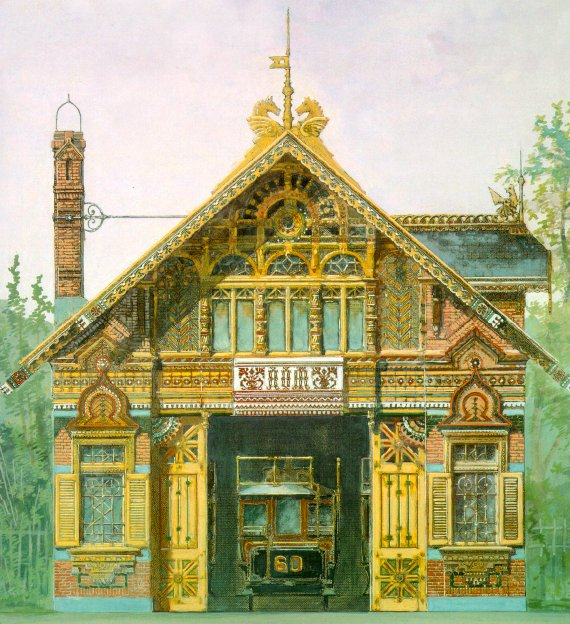
Remiza de tramvaie cu cai de pe Amstelveenseweg 134 (1883/1884). Clădirea găzduiește acum un centru cultural (OCCI).
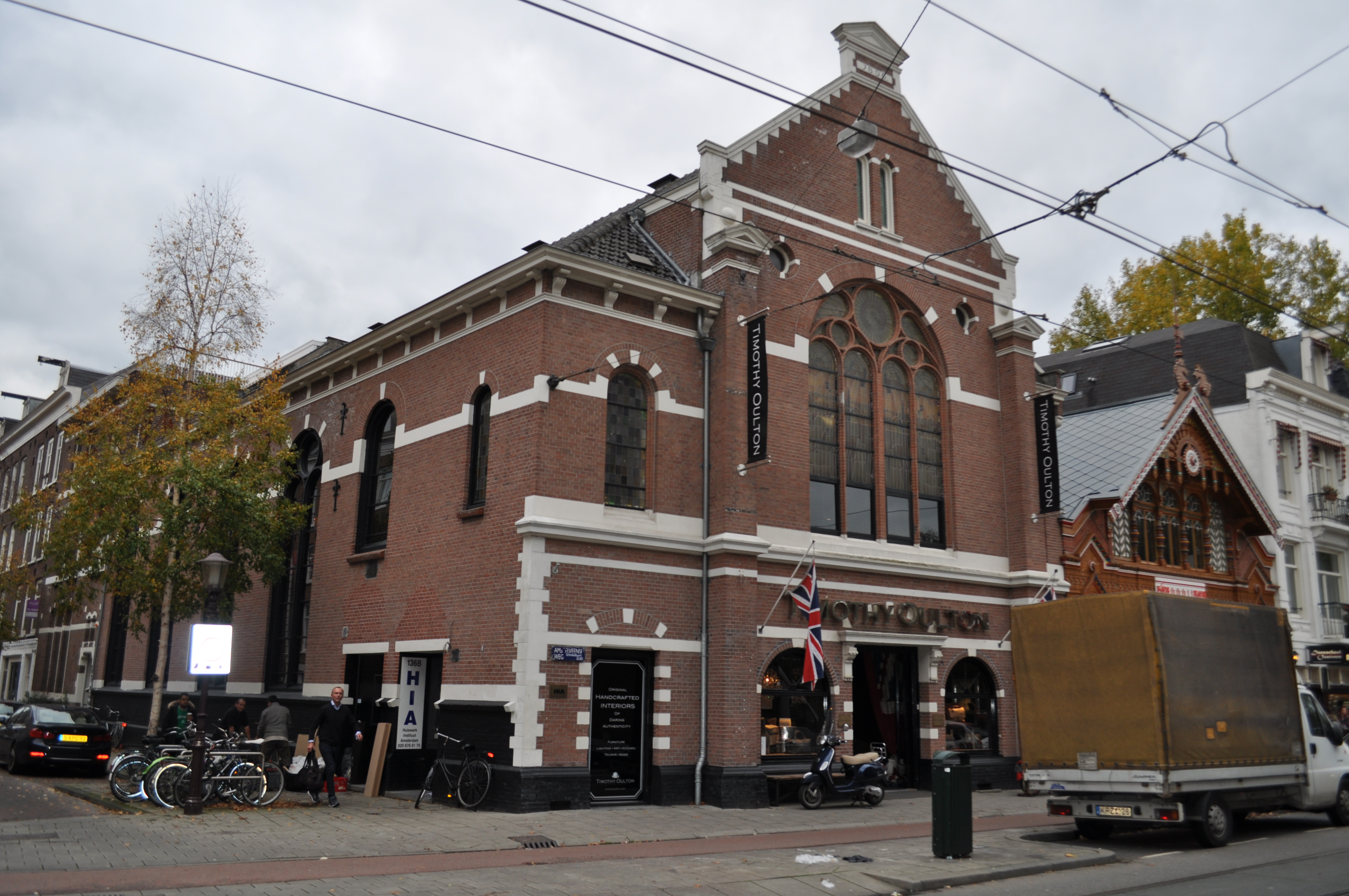
Clădirea Schinkelkerk, construită în 1890 după planurile arhitectului Tjeerd Kuipers; a fost folosită ca biserică până în 1975, iar acum adăpostește spații comerciale.
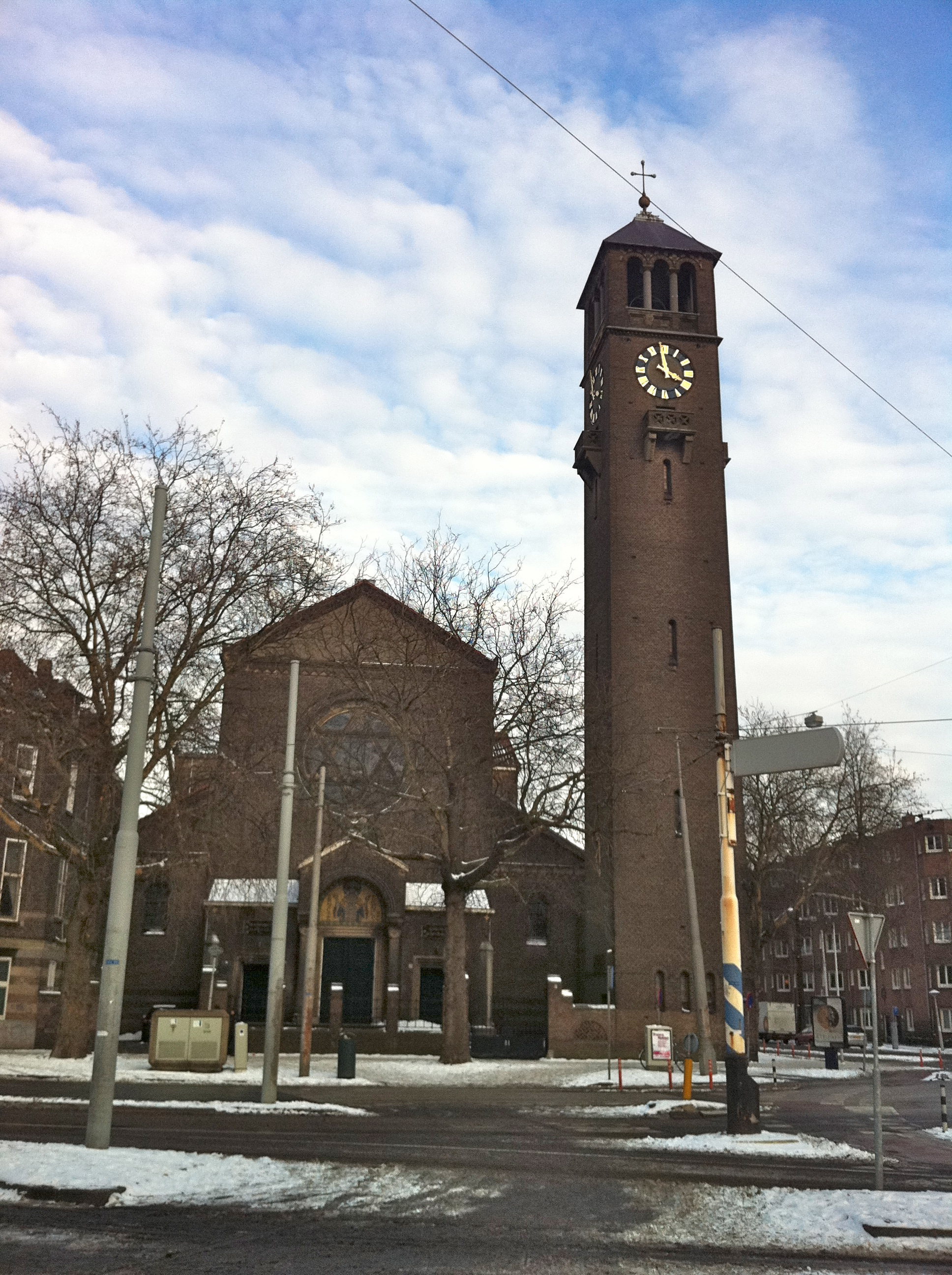
Biserica catolică Sf. Agnes (Sint-Agneskerk) de pe colțul cu Cornelis Krusemanstraat.
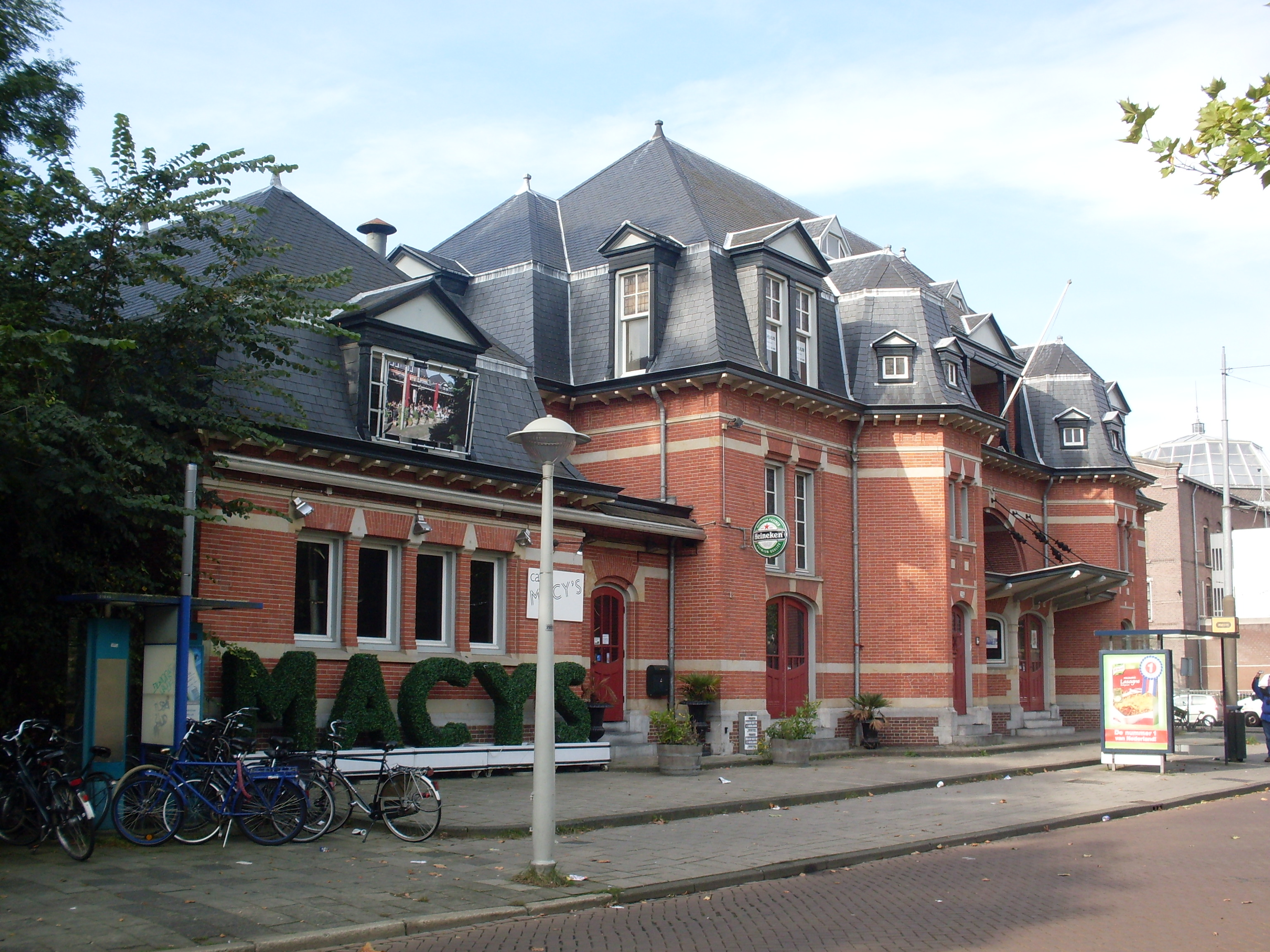
Gara Haarlemmermeer.
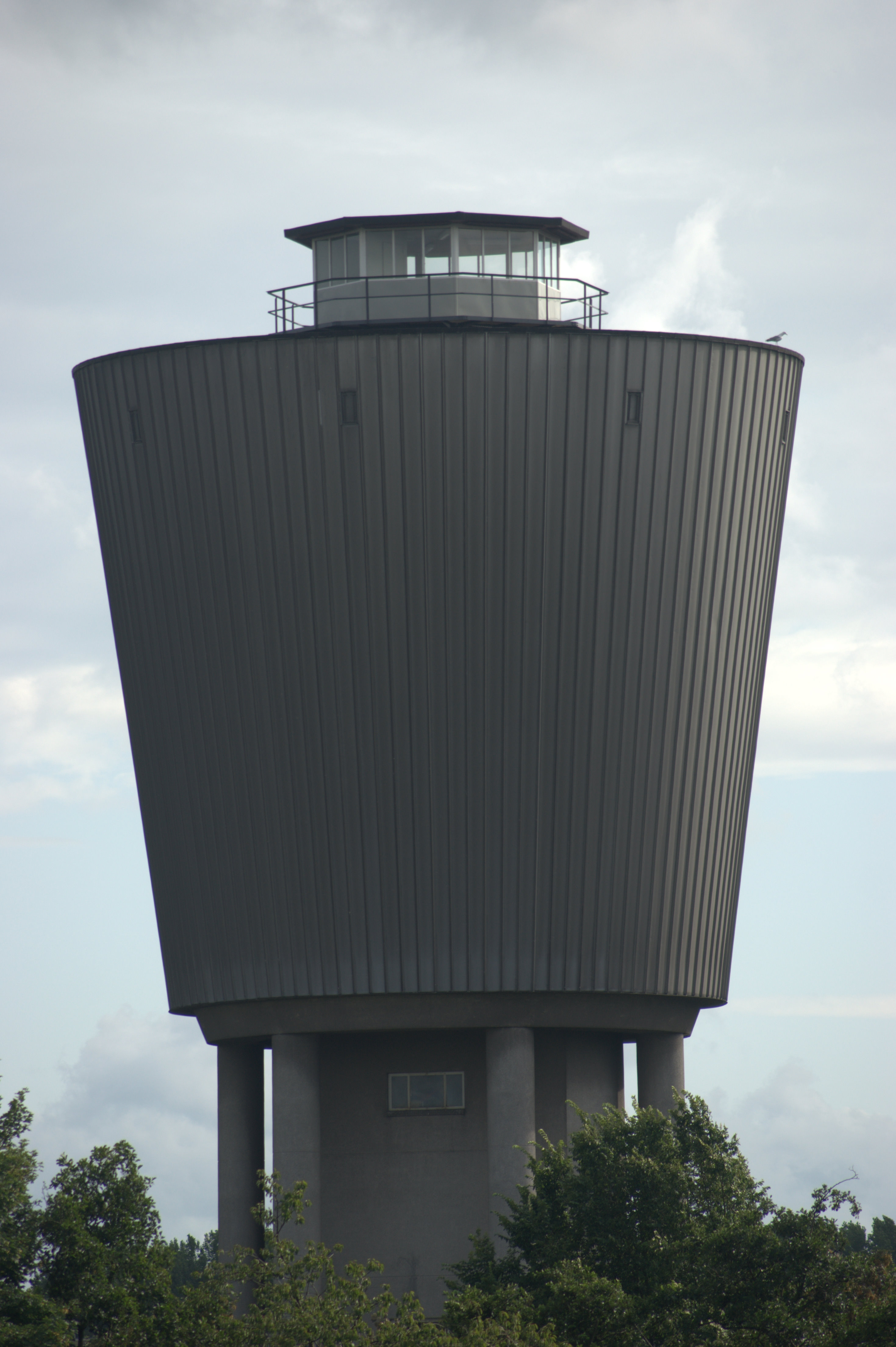
Turn de apă pe Amstelveenseweg.

## Legături externe
Materiale media legate de Amstelveenseweg la Wikimedia Commons